# NGC 303
NGC 303 je galaksija u zviježđu Kit.

## Vanjske poveznice
- SEDS: NGC 303